# Château de Frontone
Le château Frontone, aussi appelé en italien Castello Della Porta, est situé dans la commune de Frontone, province de Pesaro et d'Urbino dans les Marches,. 

## Historique
Castello Della Porta est une fortification construite probablement à la fin du XIe siècle ; au fil du temps, elle fut agrandie et renforcée à plusieurs reprises, et revêtit alors une importance stratégique considérable, étant en effet située sur la frontière historique (la dernière forteresse) entre le duché d'Urbin de la Maison de Montefeltro d'Urbino et les possessions de la Famille Malatesta entre les XVe et XVIe siècles. 
En 1530, le château et le territoire de Frontone deviennent un comté du duché d'Urbino, cadeau de François Marie Ier della Rovere au noble Gianmaria Della Porta et le restent jusqu'à l'abolition des juridictions féodales à la suite de l'annexion au royaume napoléonien de l'Italie (1808) et renouvelée par le pape Pie VII (1816).
Il domine avec une vue qui s'étend du Mont Catria à la mer, Saint-Marin et le Mont Nerone. La forteresse a également vu l'intervention décisive du célèbre architecte siennois Francesco di Giorgio Martini qui, en tant qu'ingénieur militaire à la cour de Frédéric III de Montefeltro, a complètement redessiné la structure, en renforçant les murs et, surtout, en ayant le fameux « éperon », un contrefort qui reste encore aujourd'hui l'élément le plus célèbre et distinctif de cette forteresse. 
Depuis 2024, le château appartient à la commune et peut être visité.

## Galerie

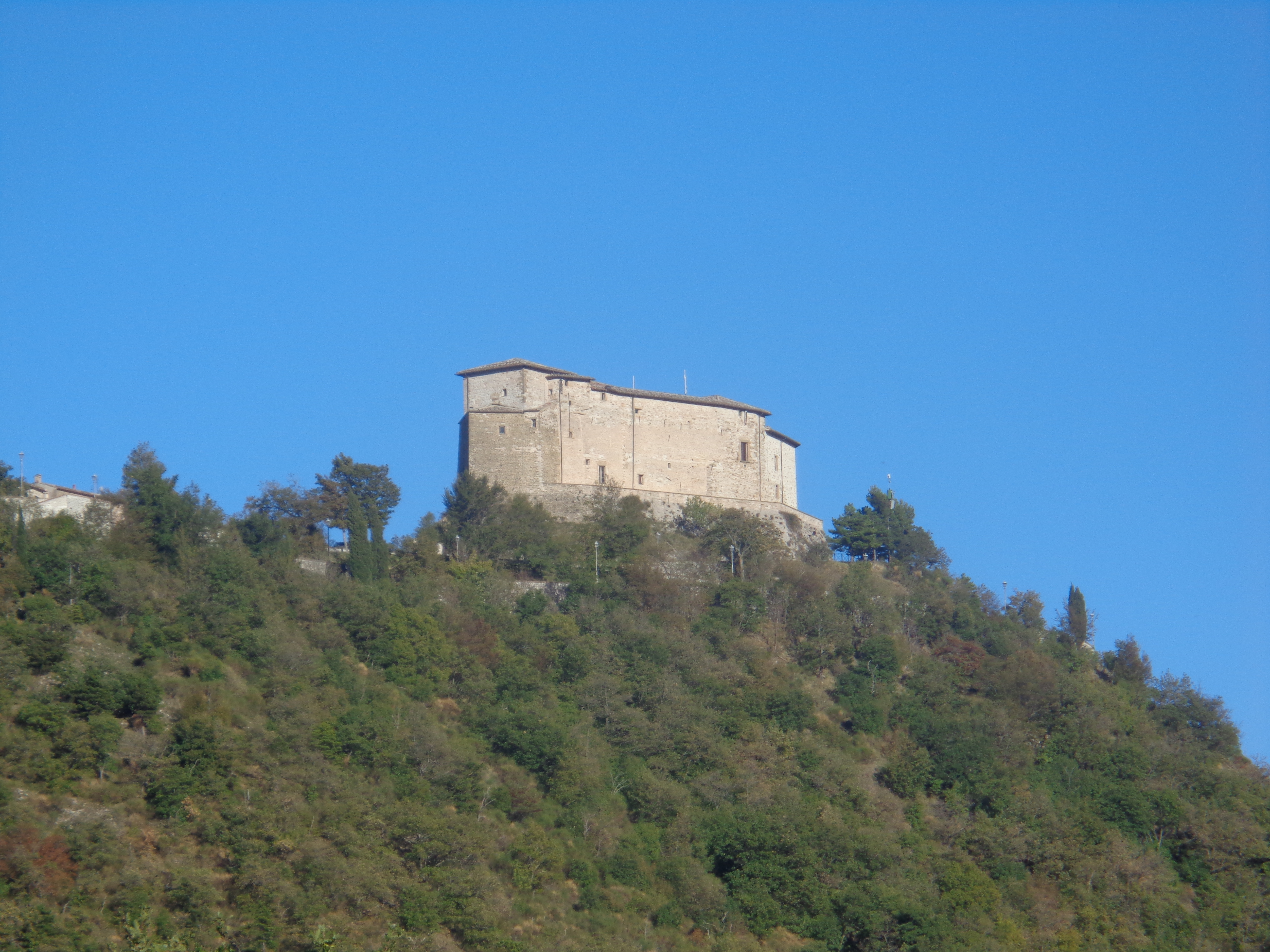
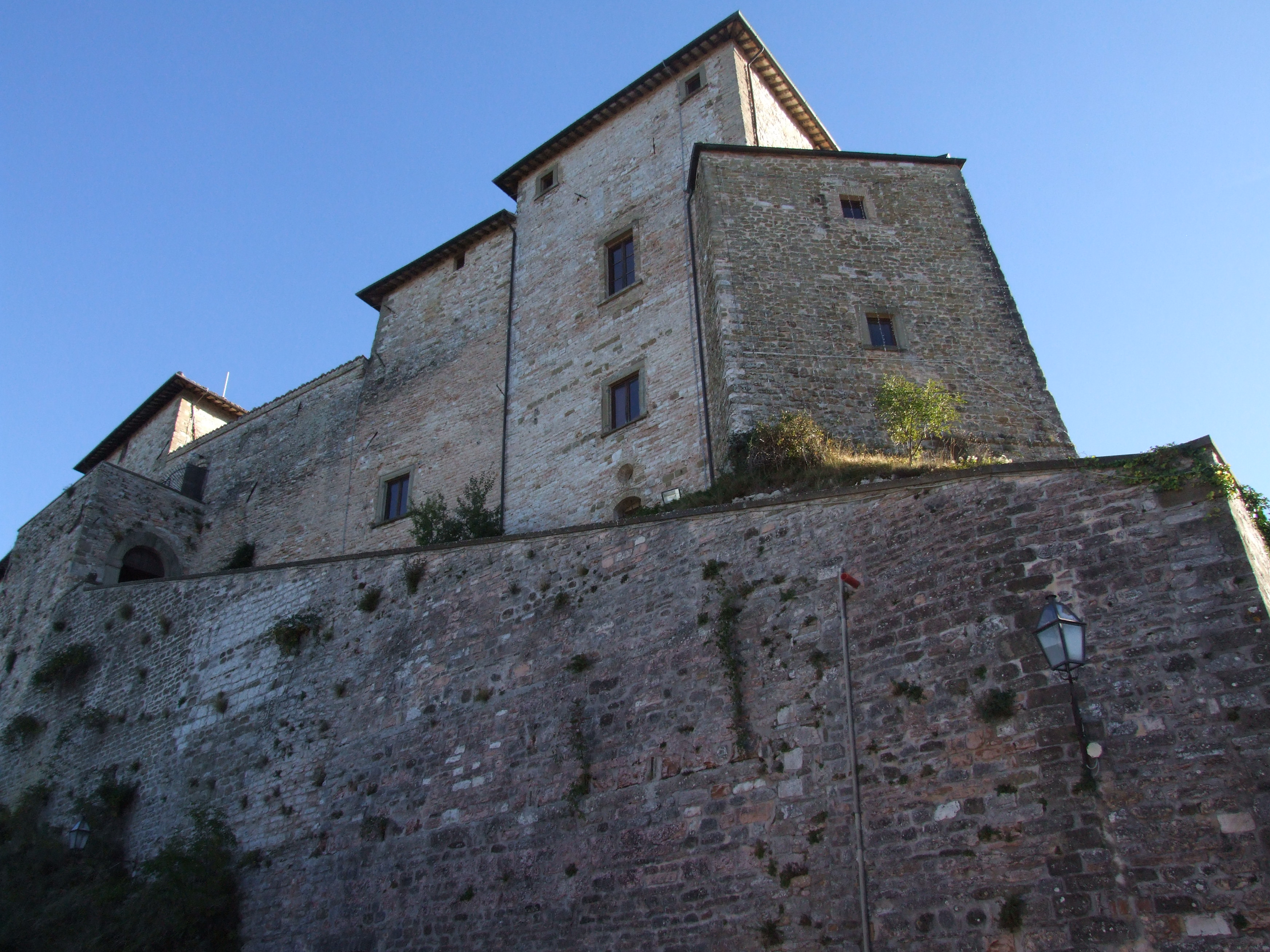